# Carabinae

Carabinae este o subfamilie de coleoptere din familia Carabidae, conținând următoarele genuri: 
- Aplothorax Waterhouse, 1841
- Calosoma Weber, 1801
- Carabus Linnaeus, 1758
- Ceroglossus Solier, 1848
- Cychropsis Boileau, 1901
- Cychrus Fabricius, 1794
- Maoripamborus Brookes, 1944
- Pamborus Latreille, 1817
- Scaphinotus Dejean, 1826
- Sphaeroderus Dejean, 1831